# Ruta turística
Una ruta turística, ruta temática, camino turístico, ruta panorámica , o ruta vacacional es un itinerario, o incluso recorrido o circuito, terrestre específico (ruta, camino o vía de agua), que permite sobre un ámbito geográfico variable descubrir y apreciar la belleza natural, los productos, la historia, la cultura, el estilo de vida o el folclore de los sitios y lugares visitados o atravesados, movilizándose a pie o por cualquier medio de transporte terrestre. Esta calificación puede ser objeto de homologación por un organismo gubernamental u autoridad local,
Además, una ruta turística puede ser parte de una odonimia, es decir, un indicador del tipo de vía seguido de un nombre propio.

## Ruta de aventura
La ruta de aventura es parte de las nuevas tendencias del turismo alternativo que se emplea en el diseño de productos para atraer la atención del turista, puede decirse que  es un camino o vía generalmente de tipo alternativo que ha sido designada para la práctica de deportes de aventura en lugares de gran influencia natural.
Dentro de los mismos se presentan ciertas atracciones naturales, atractivos turísticos que es de agrado para el turista o visitante, la ruta de aventura empieza desde un punto hacia otro muy diferente del inicial. Una ruta bien conocida es la Haute Route, una  travesía alpina internacional, que se puede hacer a pie y esquiando, que va, a través de los Alpes Peninos, desde Chamonix, en Francia, hasta Zermatt, en Suiza.

## Camino turístico

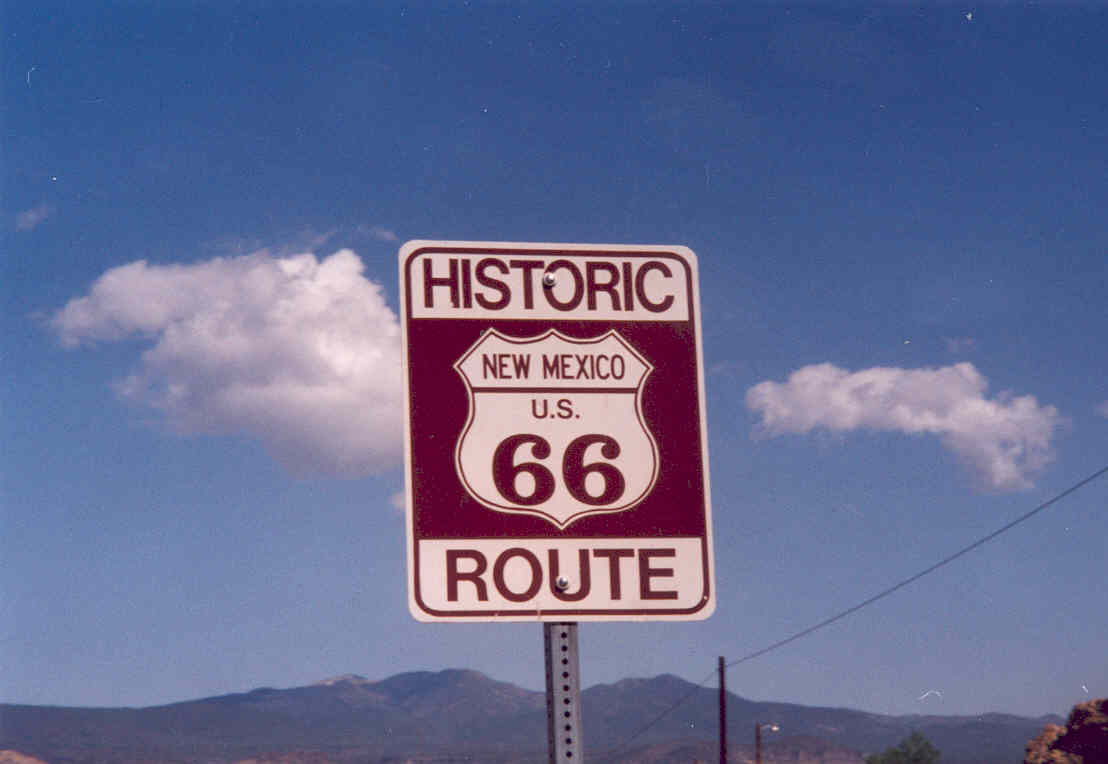
Señal de tránsito turístico, Ruta 66 de EE. UU. en Nuevo México.

Es una carretera que se promociona bajo un nombre en particular que tenga algún sentido histórico, cultural, étnico o religioso, como el Camino de Santiago, en la cual se brinda información adecuada para los turistas. Algunas son rebautizadas en carreteras ya existentes, agregándole señales de tráfico y publicidad diseñadas especialmente para lograr el objetivo de promover el turismo. Otras en cambio, son construidas específicamente para fines turísticos.

## Rutas turísticas ferroviarias
Los trenes turísticos hacen recorridos por líneas ferroviarias que han sido declaradas con algún interés para el turismo, ya sea por alguna particularidad del material rodante (especialmente antiguos), como también por ser una ruta temática que se hace por las vías férreas.

## Rutas de cicloturismo
Son rutas temáticas del cicloturismo diseñadas para recorrerlas en bicicleta con diferentes extensiones y grados de difucultad, las cuales son promovidas por las políticas de turismo sostenible.

## Rutas temáticas
Son tours creados para que los visitantes obtengan una mejor visión acerca de un tema específico, sea arquitectónico, histórico o cultural. Son populares en Europa, pudiendo abarcar desde una sola ciudad, una región vitivinícola, denominada usualmente en varios lugares como Ruta del vino, campos de tulipanes neerlandeses, los alpes suizos o los fiordos de Noruega.
En América Latina destacan las rutas sobre culturas precolombinas, como la red vial incaica, y de las principales actividades económicas de cada país.
Ejemplos de rutas temáticas: 

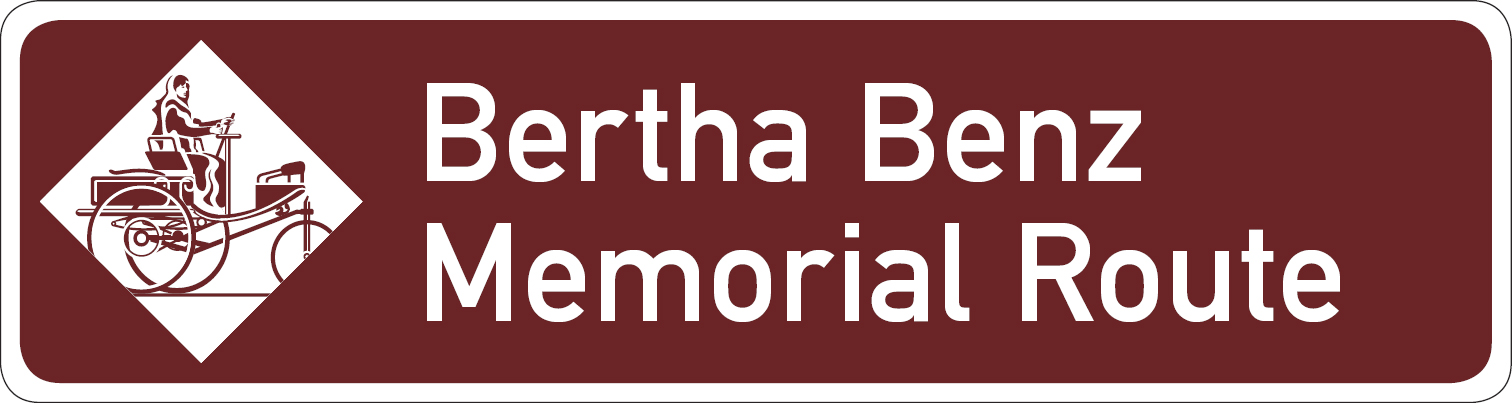
Bertha Benz Memorial Route conmemorando el primer viaje de larga distancia del mundo en automóvil en 1888

- Bergstraße, ruta de montaña de 68 km en el macizo  del Odenwald, desde Darmstadt hasta Wiesloch
- Bertha Benz Memorial Route, que recrea el primer viaje de larga distancia del mundo en automóvil en 1888
- Ruta de las cien mujeres Archivado el 25 de mayo de 2018 en Wayback Machine. sobre la milenaria Historia de España
- Ruta del vino alemán
- Anillo de Oro de Rusia, un conjunto de ciudades de la región central de Rusia, al noreste de Moscú con monumentos que representan la historia y la cultura del país, principalmente iglesias, catedrales y monasterios.
- Ruta de los Nidos de Águila, a lo largo de una cedena de castillos medievales en Polonia;
- Wild Atlantic Way
- Ruta alemana de arquitectura de entramados
- Antigua ruta de la sal
- Carretera alta de la Selva Negra, la carretera escénica más antigua de Alemania, inaugurada oficialmente en 1933. Comienza en Baden-Baden y recorre una distancia de unos 60 km hasta Freudenstadt.[3]

## Situaciones nacionales

### En Francia
Las primeras rutas o circuitos turísticos establecidos en Francia datan de la década de 1950, con, por ejemplo, la Ruta del Vino de Alsacia que data de 1953. Sin embargo, ya se encuentra ese espíritu con los Comités de promenade [comités de paseo], creados en 1875, el espíritu de esos caminos que invitan a descubrir, por una ruta trazada, la herencia de un territorio, así como las iniciativas del club de turismo de Francia, en 1909, con la creación de la Ruta de los Grandes Alpes, o de la Ruta Napoleón. Otros ejemplos:
- Ruta de la mimosa,
- Ruta de Carlomagno,
- Ruta de Jacques Coeur,
- Caminos de santiago en Francia,
- Ruta des Grands Crus en Borgoña,
- La ruta de la trufa en Var,[6]
- La Ruta del Monoï en la Polinesia francesa.[7]
- Ruta histórica de los tesoros de Saintonge